# Gertrude Mwangala
Gertrude Mwangala Akapelwa là một kỹ sư và học giả hệ thống Zambian, là Phó hiệu trưởng của Đại học công nghệ Victoria Falls Lưu trữ ngày 19 tháng 8 năm 2018 tại Wayback Machine (VFU), một tổ chức mà bà đã giúp thành lập vào năm 2002.

## Gia cảnh và giáo dục
bà sinh ra ở Zambia vào khoảng năm 1948. bà được nhận vào Đại học Zambia năm 1969, tốt nghiệp năm 1973 với bằng Cử nhân Khoa học về Toán học và Giáo dục. Bằng Thạc sĩ Hành chính công của bà, chuyên về Chính sách công và Quản lý, được lấy từ Trường Chính phủ Kennedy của Đại học Harvard, vào năm 1997. Bà cũng đang hoàn thành luận án của mình để lấy bằng Tiến sĩ Giáo dục, có được thông qua nghiên cứu, sẽ được Đại học Liverpool trao tặng vào năm 2018. Chuyên ngành tiến sĩ của bà là Giáo dục Đại học và Quản lý Giáo dục Đại học.

## Sự nghiệp
Gertrude Mwangala Akapelwa khởi nghiệp năm 1973, làm việc cho công ty con Zambian của International Business Machines (IBM), với tư cách là Kỹ sư hệ thống. Bà phục vụ ở đó trong tám năm rưỡi cho đến tháng 12 năm 1981. Vào tháng 1 năm 1982, bà được thuê làm Giám đốc Hệ thống và Cơ sở hạ tầng công nghệ Thông tin tại Ngân hàng Phát triển Châu Phi, làm việc trong thời gian đó chỉ trong 24 năm cho đến tháng 6 năm 2005, có trụ sở tại Abidjan, Bờ Biển Ngà và Tunis, Tunisia. Vào tháng 6 năm 2002, bà thành lập Đại học công nghệ Victoria Falls (VFU), có trụ sở tại Livingstone, Zambia và trở thành Phó hiệu trưởng từ năm 2010. Tính đến tháng 11 năm 2017, bà là người đương nhiệm.

## Những ý kiến khác
bà phục vụ trong một số hội đồng của các công ty công cộng và tư nhân, bao gồm cả vai trò là giám đốc không điều hành của Zambia Railways Limited. Bà là chủ sở hữu và Giám đốc điều hành (Giám đốc điều hành) của La Residence Executive Guest House, tọa lạc tại Livingstone, Zambia. Trước đây bà từng là Chủ tịch của Cơ quan công nghệ Thông tin & Truyền thông Zambia (ZICTA) và là giám đốc không điều hành của Ban Thương mại Quốc gia Zambia k. Bà cũng phục vụ trong Ủy ban Kỹ thuật của Hệ thống quản lý thông tin vùng đất cho Chính phủ Zambian.
bà đã nhận được nhiều giải thưởng trong suốt sự nghiệp của mình, bao gồm (a) Giải thưởng Xuất sắc John Mwanakatwe do Hiệp hội Quản trị công cộng Zambia (b) công nhận và vinh dự là Nhà khoa học Máy tính tiên phong ở Zambia, bởi Hiệp hội Zambia của Đại học Phụ nữ (ZAUW) (c) Giải thưởng Xuất sắc Chuyên nghiệp Kỹ thuật Hệ thống IBM và (d) bà cũng nhận được giải thưởng dành cho Phụ nữ có ảnh hưởng nhất trong Kinh doanh với tư cách là người chiến thắng chung, Khu vực và Quốc gia năm 2013, 2014 và 2015.